# Сейдуманов, Серик Турарович
Серик Турарович Сейдуманов (15 февраля 1957, Алма-Ата, Казахская ССР, СССР) — Казахский государственный деятель, Доктор социологических наук, Профессор, Академик Национальной академии наук Республики Казахстан, Заслуженный деятель науки, образования, культуры, спорта, здравоохранения, имеет четвёртый квалификационный класс государственной службы
Сейдуманов С.Т. родился 15 февраля 1957 года в городе Алма-Ате. Членом Национальной академии наук Республики Казахстан является 10 лет: в июне 2013 года был избран член-корреспондентом, в июне 2020 года – академиком Национальной академии наук Республики Казахстан. В Академии наук является членом Президиума НАН РК, Председателем Дисциплинарного совета Президиума НАН РК, в феврале-марте 2023 года исполнял обязанности президента Национальной академии наук РК.
Женат. Жена – Шаукенова Зарема Каукеновна, 1965 г.р., вице-президент Национальной академии наук РК, доктор социологических наук, профессор, академик Национальной академии наук РК. Имеет троих дочерей и сына.                                                                                 

## Образование
- 1979—1981 — Московский институт химического машиностроения, Инженер по автоматизации химико-технологических процессов
- 1982—1984 — Высшая комсомольская школа при ЦК ВЛКСМ, Политолог
- 1988—1991 — Аспирантура Академии общественных наук при ЦК КПСС, Кандидат социологических наук
- 1998— Доктор социологических наук (тема диссертации: «Становление многопартийности в Казахстане: политико-социологический анализ»)[1]
- Имеет техническое, политологическое, социологическое образование. Во всех трех московских вузах учился очно. В 1974 году поступил учиться в Московский институт химического машиностроения (МИХМ) на факультет технической кибернетики и автоматизации химических производств, в 1979 году получил специальность инженера по автоматизации химико-технологических процессов. В 1984 году закончил Высшую комсомольскую школу при ЦК ВЛКСМ (1982-1984гг.), получил специальность политолога. В июле 1991 года по окончании аспирантуры Академии общественных наук ЦК КПСС (1988-1991гг.) защитил кандидатскую диссертацию по социологии, является первым кандидатом социологических наук в Казахстане. В мае 1998 года защитил докторскую диссертацию в КазНУ им.аль-Фараби, доктор социологических наук (1998г.), профессор с 2004 года.

## Трудовая деятельность
- 1979—1981 — Мастер цеха, секретарь комитета комсомола Новоджамбулского фосфорного завода
- 1981—1982 — Заведующий сектором Джамбулского обкома, Второй секретарь Джамбулского горкома ЛКСМ Казахстана
- 1984—1986 — Ответственный организатор, заместитель заведующего, заведующий отделом ЦК ЛКСМ Казахстана
- 1986—1988 — Первый секретарь Талды-Курганского обкома ЛКСМ Казахстана
- 1991—1991 — Консультант ЦК Компартии Казахстана
- 1991—1992 — Секретарь Алма-Атинского облисполкома Социалистической партии Казахстана
- 1992—1993 — Старший референт отдела внутренней политики Аппарата Президента и Кабинета Министров Республики Казахстан
- 1993—1995 — Заведующий сектором, Заместитель руководителя Информационно-аналитического центра Аппарата Президента Республики Казахстан
- 1995—1996 — Заведующий исполнительным секретариатом Ассамблеи народа Казахстана
- 1997—1997 — Заместитель министра по делам молодежи, туризма и спорта Республики Казахстан
- 1997—1997 — Директор департамента координации и контроля Министерства образования и культуры Республики Казахстан
- 1997—1998 — Генеральный директор СП «КРАУ»
- 1998—2002 — Директор Информационно-аналитического центра Парламента Республики Казахстан
- 2002—2004 — Заместитель заведующего отделом внутренней политики Администрации Президента Республики Казахстан
- 2004—Главный инспектор социально-политического отдела Управления внутренней политики Администрации Президента Республики Казахстана
- 2004—2005 — Заведующий отделом по связи с общественностью и прессой Управления внутренней политики Администрации Президента Республики Казахстан[2][3]
- 2005—2006 — Первый заместитель заведующего социально-политическим отделом Администрации Президента Республики Казахстан
- 2006—2013 — Заместитель акима города Алматы[4]
- 2013—2016 — Депутат Мажилиса Парламента Республики Казахстан V созыва, член Комитета по экономической реформе и региональному развитию[5]
- 2016—2020 — Депутат Мажилиса Парламента Республики Казахстан VI созыва, член Комитета по вопросам экологии и природопользованию
- с 2021 — Генеральный директор РГП на ПХВ "Институт философии, политологии и религиоведения" Комитета науки Министерства образования и науки Республики Казахстан
- Закончил среднюю школу № 9 в г. Джамбуле. В 7 классе стал директором Музея пионерской славы, в 9 классе – председателем Совета секретарей школьных комсомольских организаций города Джамбула, был победителем областных, участником всесоюзных олимпиад по математике, физике, химии, награждался путевками во всесоюзные пионерские лагеря «Артек» и «Орленок».
- После завершения учёбы в МИХМе в 1979 году был направлен на ударную комсомольскую стройку на Ново-Джамбулский фосфорный завод (НДФЗ). Начал трудовую деятельность в августе 1979 года мастером КИПиА цеха №12 Ново-Джамбулского фосфорного завода. В мае следующего 1980 года был избран председателем Совета мастеров НДФЗ, в конце мая был избран секретарем комсомольской организации цеха №12, в июне 1980 года стал лучшим комсомольским пропагандистом Джамбулской области. Во время выдвижения и оформления документов на большую хозяйственную работу начальником службы КИПиА-заместителем начальника Первого производства НДФЗ был замечен партийным комитетом завода и рекомендован секретарем комитета комсомола НДФЗ с правами райкома.
- С октября 1980 года до сентября 1988 года работал в комсомольских органах, прошёл все ступени: секретарь комитета комсомола завода, заведующий сектором обкома, второй секретарь горкома, ответорганизатор, заместитель заведующего отделом, заведующий отделом ЦК комсомола, первый секретарь Талды-Курганского обкома комсомола. С апреля по август 1991 года работал консультантом Центрального Комитета Компартии Казахстана. После преобразования Компартии Казахстана в  Социалистическую партию Казахстана с сентября 1991 по март 1992 года являлся председателем Алматинской областной и городской организаций СПК.
- Дважды с апреля 1992 года по январь 1997 года, затем с  сентября 2002 года по февраль 2006 года работал в Администрации Президента РК: старшим референтом, заведующим сектором, заместителем Руководителя Информационно-аналитического центра, Заведующим Исполнительным секретариатом Ассамблеи народов Казахстана (заведующим Отделом Администрации Президента). В 1997 году был заместителем Министра по делам молодежи, туризма и спорта, после объединения 5 министерств, преобразования их в департаменты объединённого министерства стал директором департамента-руководителем аппарата министерства. В течение 4 месяцев в период работы над докторской диссертацией был директором совместного предприятия «Крау». С марта 1998 по сентябрь 2002 года, 4.5 года руководил общим для двух Палат Парламента Информационно-аналитическим центром Парламента Республики Казахстан. В 2002-2006 годы вновь работал в Администрации Президента РК: заместителем заведующего Отделом, главным инспектором, заведующим Отделом, первым заместителем объединённого Социально-политического отдела.
- С февраля 2006 по февраль 2013 года в течение 7 лет работал заместителем Акима  города Алматы. С февраля 2013 года по январь 2021 года в течение 8 лет был депутатом Мажилиса Парламента РК V и VI созывов по партийному списку  партии «Нұр Отан». С января 2021 года является директором, с июня 2021 года по настоящее время в связи со сменой формы организации Института на РГП на ПХВ - генеральным директором Института философии, политологии и религиоведения Комитета науки Министерства науки и высшего образования РК.
- Сейдуманов С.Т. проявил себя как организатор образования и науки, его работа в государственных органах была связана со сферой образования и науки, информационно-аналитической работой. Так, более 18 лет он был заместителем заведующего Отделом, заведующим Отделом в Администрации Президента, руководителем аппарата, заместителем Министра, заместителем Акима города Алматы по социальной сфере, включающим курирование сферы образования и науки. Свыше 9 лет руководил информационно-аналитическими центрами. Им в период работы в Администрации Президента, Мажилисе Парламента РК были подготовлены концепции создания и развития Ассамблеи народа Казахстана, Общественных советов, Маслихатов, Всемирной ассоциации казахов, партийно-политической системы, формирования новых государственных праздников, принятия и внедрения государственных символов, Конституции 1995 года, ряда других важнейших организаций и систем в государстве.
- Научно-организационная работа проводилась им в период всей трудовой деятельности. С мая 2002 года он является вице-президентом Ассоциации социологов Казахстана, с декабря 2015 года - вице-президентом Союза социологов Тюркского мира, организовал проведение 7 конгрессов социологов Казахстана, трех из 7 конгрессов Тюркского мира, более 25 масштабных научных форумов, международных конференций, участвовал в проведении более 30 республиканских социологических исследований. Им опубликовано более 150 научных работ, в т.ч. монография «Феномен многопартийности в Казахстане», коллективные   труды о деятельности Парламента, Ассамблеи народа Казахстана, истории города Алматы и др. Являлся членом редакционного совета учебника социологии для вузов «Әлеуметтану оқулық» (2005г.), членом авторского коллектива многотомника  «Әлемдік әлеуметтану антологиясы», изданного в рамках программы «Культурное наследие», членом редакционного совета научно-аналитического  межстранового журнала «Әлеуметтану – Sociology» - издания Ассоциации социологов Казахстана, объединяющего социологов и ученых социогуманитарной направленности тюркоязычных стран, журнала «Диалог» МПА СНГ, член редколлегии журналов в Турции, Кыргызстане, России, например, в ИНИОНе.  По совместительству ведет научно-преподавательскую деятельность в ряде вузов страны: в Казахском национальном университете им.аль-Фараби, Евразийском университете им.Л.Н.Гумилева, Академии государственной службы при Президенте Республики Казахстан, Казахском национальном педагогическом университете им.Абая, университете «Туран», являлся членом диссертационных советов по защите докторских диссертаций по социологии КазНУ им.аль-Фараби (2000-2003гг.), по защите докторских диссертаций по политологии и социологии ЕНУ им.Л.Н.Гумилева (2004-2011гг.). председателем ГАК по социологии Евразийского университета им.Л.Н.Гумилева, лектором Школы политического менеджмента партии «Нұр Отан». Был более 10 лет Председателем Попечительского совета университета «Туран», членом Попечительского совета университета AlmaU.  Имеет 13 учеников, которым присуждены ученые степени докторов социологических и политических наук (5 человек), кандидатов политических и социологических наук (7 человек), 1 доктора PhD, в настоящее время является руководителем 6 докторантов PhD.  В период работы в государственных органах ему поручались ряд ответственных заданий: руководить штабами I и III Курултаев казахов, Форума народов Казахстана, Встречи в Ордабасы, международной Евразийской конференции, Рабочей группы по принятию Конституции 1995 года и др. Принимал участие в организации спортивных мероприятий международного значения: в организации Эстафеты Олимпийского огня Пекинской олимпиады в 2008 году в г.Алматы, VII зимних Азиатских игр в г.Алматы в 2011году, в получении права на проведение Универсиады-2017 в г.Алматы и др.

## Общественная деятельность
- 1995—1999 — Член ЦК Демократической партии Казахстана
- 2002—2006 — Член Политсовета Партии «Отан»
- 2003—2006 — Член Бюро Политсовета Партии «Отан»
- 2015—2018 — Член, Председатель экспертной комиссии по предоставлению государственных грантов ЦПГИ
- 2016—2018 —Председатель Совета попечителей корпоративного фонда «SOS Детские деревни Казахстана»
- 2016—2019 — Председатель Совета по региональной политике и работе с маслихатами при Фракции Партии «Nur Otan» в Мажилисе Парламента Республики Казахстан
- 2016—2020 — Руководитель депутатской группы Национальной комиссии по модернизации по шагу 99 Плана нации
- c 2002 — Вице-президент Ассоциации социологов Республики Казахстан[6]
- с 2009 — Член Совета попечителей корпоративного фонда «SOS Детские деревни Казахстана»
- с 2009 — Член Наблюдательного совета ННПООЦ «Бобек»
- с 2015 — Вице-президент Союза социологов Тюркского мира
- с 2021 — Секретарь Центрального совета ветеранов комсомолов Казахстана
- с 2022 — Председатель Ассоциации общественных советов Республики Казахстан
- Президент Конгресса философов Казахстана
- Председатель попечительского совета Университета «Туран»[7]
- Председатель 6 групп сотрудничества с парламентами зарубежных стран (Япония, ОАЭ, Болгария, Канада)
- Член Межпарламентской Ассамблеи СНГ
- Член Парламентской Ассамблеи ОДКБ
- Член Парламентской Ассамблеи ТюркПА
- Член Рабочей группы Национальной комиссии по модернизации при Президенте Республики Казахстан
- Член Комиссии по правам человека при Президенте Республики Казахстан
- Член Попечительского совета университета «AlmaU»
- Член Президиума Международного фонда Д.А. Кунаева
- Член Общественного совета при Министерстве информации и общественного развития Республики
- Член жюри Национальной премии «Народный любимец»
- Член Аккредитационного совета Независимого Агентства аккредитации и рейтинга
- Член Президиума Фракции Партии «Nur Otan» в Мажилисе Парламента Республики Казахстан
- Член Координационного совета по взаимодействию с НПО при Министерстве информации и общественного развития Республики Казахстан
- Член диссертационного совета ЕНУ им. Л.Н. Гумилева (ранее КазНУ имени Ал-Фараби, КазНПУ имени Абая, Академии государственного управления при Президенте Республики Казахстан)
- Член редакционной коллегии журнала «Диалог» МПА государств-участников СНГ
- Член редакционной коллегии межстранового журнала «Әлеуметтану-Sociology»
- Принял активное участие в создании и развитии казахстанских партий и движений: Демократической и Социалистической партии Казахстана, Партии патриотов Казахстана, Либерального движения Казахстана, Народно-Демократической партии «Нұр Отан», молодёжных организаций, Общественного Совета по разрешению социальных конфликтов в г.Алматы, был членом Бюро партии «Нұр Отан», партийным куратором Центрального аппарата партии «Нұр Отан» по направлению «Единство народа». С 2021 года является председателем Ассоциации общественных советов Казахстана, президентом Философского конгресса Казахстана, секретарем Центрального совета ветеранов комсомола Казахстана. Был 12 лет Председателем (членом) Попечительского совета SOS Детские деревни Казахстана, является членом Совета директоров Национального института гармоничного развития, Наблюдательного совета НПЦООЦ «Бобек», Национального агентства аккредитации и рейтинга (НААР), успешно возглавлял межпарламентские группы сотрудничества с парламентами Японии, ОАЭ, Болгарии, Канады и других стран. В период учёбы в городе Москве занимал руководящие общественные должности на курсах. Так, в Московском институте химического машиностроения 5 лет был секретарем комсомольской организации курса, в Высшей комсомольской школе - секретарем партийной организации вначале курса, затем факультета, в Академии общественных наук – руководителем профсоюзной организации курса, на учебных курсах в АОН создавались профкомы, на кафедрах - партийные организации. На военных сборах работал на начальствующих военных должностях. В 1983 году, будучи на должности замполита отдельной автомобильной роты Псковской воздушно-десантной дивизии, командовал данной ротой на учениях военного округа, получил благодарность командира дивизии, предложение остаться служить в ВДВ. В 1989 году, работая замполитом артиллерийского полка в г.Бердичеве, получил благодарность Министра обороны СССР.

## Награды
- Орден Парасат (2019)[8]
- Орден Курмет (2009)
- Медаль «Ерен еңбегі үшін» (За трудовое отличие) (2003)
- Кавалер ордена Заслуг перед Республикой Польша, Республика Польша (2013)
- 14 юбилейных медалей РК (Қазақстан Республикасының Тәуелсіздігіне 10 жыл, Қазақстан Республикасының Тәуелсіздігіне 20 жыл, Қазақстан Республикасының Тәуелсіздігіне 25 жыл, Қазақстан Конституциясына 10 жыл, Қазақстан Конституциясына 20 жыл, Қазақстан Республикасы Парламентіне 10 жыл, Қазақстан халқы Ассамблеясына 20 жыл, Қазақстан Республикасының Мемлекеттік Агенттігіне 10 жыл, Астанаға 5 жыл, Астанаға 10 жыл, Астанаға 20 жыл), медаль НДП «Нұр Отан» «Белсенді қызмет үшін» (2012), медали Межпарламентской Ассамблеи СНГ «За укрепление парламентского сотрудничества», «МПА СНГ-25 лет», Парламентской Ассамблеи ОДКБ «За укрепление парламентского сотрудничества»
- Благодарность Президента РК с вручением золотого знака «Барыс», Почетная грамота Акима города Алматы (Тасмагамбетова И.Н.), Почетная грамота Акима города Алматы (Есимова А.С.)
- Почетные знаки министерств «Қазақстан Республикасының ғылымың дамытуға сіңірген еңбегі үшін» (За заслуги в развитии науки РК), «Қазақстан Республикасының білім беру ісінің құрметті қызметкері» (Почетный работник образования Республики Казахстан), «Мәдениет саласының үздігі» (Отличник сферы культуры), «Денсаулық сақтау ісіне қосқан улесі үшін» (За вклад в развитие здравоохранения), «Дене шынықтыру мен спортты дамытуға қосқан үлесі үшін» (За вклад в развитие физической культуры и спорта)
- Золотой знак Олимпийского Совета Азии (ОСА), золотая медаль Российского общества социологов (РОС), Почетный знак ЦК ВЛКСМ
- Медаль «За укрепление парламентского сотрудничества» (24 ноября 2016 года, Межпарламентская ассамблея СНГ) — за особый вклад в развитие парламентаризма, укрепление демократии, обеспечение прав и свобод граждан в государствах — участниках Содружества Независимых Государств[9]
- Медаль «МПА СНГ. 25 лет» (27 марта 2017 года, Межпарламентская ассамблея СНГ) — за заслуги в деле развития и укрепления парламентаризма, за вклад в развитие и совершенствование правовых основ функционирования Содружества Независимых Государств, укрепление международных связей и межпарламентского сотрудничества[10]

## Научные труды
- 1990 — Социологиялық ақпараттық қызметтер: ретроспективтік-аналитикалық шолу
- 1997 — Феномен многопартийности в Казахстане[11]
- 2003 — Этническое взаимодействие в Республике Казахстан (в соавторстве)
- 2016 — Парламентаризм в Казахстане: теория и современность
- 2019 — Общественные советы на современном этапе